# Plutonium-239
Plutonium-239 (239Pu) er en plutonium-isotop, og én af de tre fissile isotoper, der anvendes til produktion af kernevåben og til energiproduktion i kernereaktorer. De to andre isotoper er 235U og 233U. 239Pu har en halveringstid på omkring 24.110 år.
239Pu ’s fysiske egenskaber, sammenholdt med det faktum, at det er relativt nemt at producere næsten rent 239Pu i store mængder, har ført til at 239Pu i dag er det mest anvendte fissile materiale til produktion af kernevåben, og den næstmest anvendte isotop inden for kernekraft, kun overgået af 235U.

## Fremstilling
Plutonium produceres som et biprodukt af den fission, der foregår i en almindelig kernereaktor: Når 235U spaltes, afgiver isotopen to eller tre neutroner. Plutonium opstår når 238U absorberer en af disse neutroner, hvorved 238U bliver til 239U, der betahenfalder til 239Np, som igen betahenfalder til 239Pu. Omdannelsen af 238U til 239Pu producerer op imod en tredjedel af den energi, der bliver produceret i moderne reaktorer.
Omdannelsen af 238U til 239Pu sker dog forholdsvis sjældent, så selv efter længere tids eksponering for frie neutroner, vil 239Pu stadig være blandet med 238U og i mindre grad andre uran-isotoper. Derudover vil 239Pu være blandet med ilt samt restprodukter fra fissionen af 235U, så som jod, cæsium, strontium, xenon og barium. 239Pu-isotopen kan dog separeres kemisk.
239Pu har en større sandsynlighed for at fissionere end 235U, og skaber flere frie neutroner i fissionsprocessen, hvorfor 239Pu har en lavere kritisk masse. Samtidig har 239Pu med 10 spontane fissioner s/kg en forholdsvis lav grad af spontan neutronemission. Disse egenskaber gør isotopen ganske velegnet til brug i kernevåben. I praksis vil reaktorfremstillet plutonium dog indeholde en vis bestanddel af 240Pu-isotopen, der er anderledes ustabil. Under fissionsprocessen vil nogle 239Pu-atomer uundgåeligt optage en ekstra neutron, og derved blive omdannet til 240Pu. I modsætning til 239Pu’s 10 fissioner kg/s, har 240Pu en grad af spontane fissioner på 415.000 fissioner kg/s. En for høj grad af spontan neutronemission gør materialet uegnet til brug i kernevåben, da det bliver for ustabilt.
I praksis er det kun muligt at bruge plutonium i kernevåben, der er bygget efter implosions-designet, hvor en ikke-kritisk masse ved hjælp af konventionelt sprængstof komprimeres til en kritisk masse. Hvis man i stedet anvender uran, vil man kunne producere en atombombe efter det noget mere simple, men næsten ikke anvendte, kanon-princip, hvor to ikke-kritiske masser skydes ind i hinanden, hvorved en superkritisk masse opnås (se Little Boy). Denne metode er ikke praktisk mulig med plutonium, da andelen af 240Pu-isotoper altid vil være for høj i reaktor-fremstillet plutonium, og det vil være alt for dyrt at separere de to isotoper fra hinanden. 240Pu’s høje grad af spontan fission, vil resultere i, at kernevåbnet detonerer inden de to kerner er helt forenet, hvorved kun en brøkdel af energien udnyttes. Alligevel er plutonium det klart mest udbredte fissile materiale til bug for produktion af kernevåben, da det er langt nemmere at fremstille og har en lavere kritisk masse.
For at plutoniummet kan anvendes i kernevåben, må indholdet af 240Pu ikke overstige 7%. Et så lavt indhold af 240Pu opnås ved kun at udsætte 238U for neutronstråling i kortere tid. Man inddeler plutonium i fire klasser, alt efter hvor rent det er, dvs. hvor lavt indhold af 240Pu-isotopen det indeholder: ”Super grade” 2-3%, ”Military grade” <7%, ”fuel grade” 7-18% og reactor grade >18%.
For at opnå så lavt et indhold af 240 som muligt, er det nødvendigt at skifte reaktorbrændstoffet tit. Problemet er, at de fleste moderne kernereaktorer skal lukkes helt ned, ofte i flere uger, hver gang brændstoffet skal skiftes. Dette faktum er en af grundene til, at almindelige energiproducerende reaktorer ikke egner sig til produktion af plutonium. Det meste plutonium produceres i stedet i såkaldte formeringsreaktorer, der som regel ikke producerer mere energi, end de selv bruger i processen.
|  | Infoboks uden skabelon Denne artikel har en infoboks dannet af en tabel eller tilsvarende. |